# Ридли, Дейзи
Дейзи Джаз Изабель Ридли (англ. Daisy Jazz Isobel Ridley; род. 10 апреля 1992, Лондон, Великобритания) — английская актриса, получившая широкую известность благодаря исполнению роли Рей в трилогии сиквелов саги «Звёздные войны».

## Юность
Родилась в Вестминстере, Лондон. Её мать, Луиза Фокнер-Корбетт, работала в сфере внутренних коммуникаций, отец, Крис Ридли, фотограф. Дейзи (англ. Daisy — Маргаритка) младшая из пяти детей; у неё две родные сестры — Кика-Роуз (англ. Kika-Rose — Кика-Роза) и Поппи (англ. Poppy — Мак) — и две единокровные сестры от предыдущего брака отца. Кика-Роуз работает моделью и подписала контракт с агентством Models 1. Её двоюродный дедушка — Арнольд Ридли из известного британского ситкома «Папашина армия» (1968-77). Дейзи посещала школу танцев Tring Park School for the Performing Arts в Хартфордшире, окончив её в 2010 году.

## Карьера
Ридли появлялась в телесериалах «Мистер Селфридж», «Безмолвный свидетель», «Катастрофа», «Шпана». Снялась в короткометражном фильме Blue season, который вышел в рамках 48-часового конкурса короткометражных фильмов британского кинофестиваля Sci-Fi-London. Сыграла главную роль в третьем мини-фильме Lifesaver, интерактивного фильма о первой помощи в трёх эпизодах, номинированного на награду Британской академии. Её можно также увидеть в музыкальном видеоклипе на песню «Lights On» рэпера Уайли.
После получения нескольких конкурирующих предложений, Ридли в августе 2014 года перешла из своего первоначального агентства Jonathan Arun в United Talent Agency. В октябре 2014 года, спустя два месяца работы с UTA, заключила контракт с агентством Creative Artists Agency.
В апреле 2014 года было объявлено, что Ридли исполнит роль Рей, одной из главных героинь фильма «Звёздные войны: Пробуждение силы». Выбор Дейзи Ридли в целом выглядит как обдуманный ход со стороны режиссёра Дж. Дж. Абрамса, желающего повторить распределение главных ролей между малоизвестными актёрами, так же, как это сделал Джордж Лукас в первом фильме «Звёздных войн» в 1977 году.
В 2017 году Ридли исполнила роль Мэри Дебенхэм в экранизации одноимённого детективного романа Агаты Кристи «Убийство в Восточном экспрессе» и роль Рей, в фильме-продолжении «Звёздные войны: Последние джедаи», выход которого состоялся 14 декабря 2017 года.
В январе 2018 года Ридли снялась в роли Офелии, в одноимённом фильме «Офелия», переосмыслении истории Гамлета, вместе с Наоми Уоттс и Клайвом Оуэном. Проект снимался с апреля по июль 2017 года и дебютировал на кинофестивале Sundance Film Festival 2018 года. В феврале 2018 года Ридли озвучила роль Пушистого хвостика в фильме «Кролик Питер», экранизации одноимённых детских историй Беатрикс Поттер.
В декабре 2019 года Дейзи Ридли вернулась к роли Рей в «Звёздные войны: Скайуокер. Восход», выход которого состоялся 19 декабря 2019 года и является последним фильмом в трилогии сиквелов «Звёздных Войн».

## Личная жизнь
Семья Ридли имеет дом в Вестминстере, Лондон. В 2016 году Дейзи поделилась в социальных сетях информацией, что она много лет больна эндометриозом и поликистозом яичников.
Является болельщицей лондонского футбольного клуба «Арсенал». У Ридли есть собака по кличке Маффин (англ. Muffin).
С 2017 года встречается с актёром Томом Бейтманом, с которым познакомилась на съёмках фильма «Убийство в „Восточном экспрессе“» в 2016 году.

## Фильмография
| Год       |     | Русское название                  | Оригинальное название             | Роль                                           |
| --------- | --- | --------------------------------- | --------------------------------- | ---------------------------------------------- |
| 2013      | кор | Спасатель                         | Lifesaver                         | Джо                                            |
| 2013      | кор | Синий сезон                       | Blue Season                       | Сара                                           |
| 2013      | с   | Катастрофа                        | Casualty                          | Френ Бениншвильд                               |
| 2013      | с   | Шпана                             | Youngers                          | Джесси                                         |
| 2013      | кор | Стопроцентная говядина            | 100 % BEEF                        | девушка                                        |
| 2013      | с   | Тост из Лондона                   | Toast of London                   | Стейдж Хэнд                                    |
| 2014      | кор | Перекрёстные провода              | Crossed Wires                     | Гир                                            |
| 2014      | с   | Безмолвный свидетель              | Silent Witness                    | Ханна Кеннеди                                  |
| 2014      | кор | Ниже                              | Under                             | официантка                                     |
| 2014      | с   | Мистер Селфридж                   | Mr Selfridge                      | Рокси                                          |
| 2015      | ф   | Каракули                          | Scrawl                            | Ханна                                          |
| 2015      | ф   | Звёздные войны: Пробуждение силы  | Star Wars: The Force Awakens      | Рей                                            |
| 2015      | ки  | Disney Infinity 3.0               | Disney Infinity 3.0               | Рей                                            |
| 2016      | мф  | Ещё вчера                         | おもひでぽろぽろ                  | Таэко                                          |
| 2016      | ки  | Lego Star Wars: The Force Awakens | Lego Star Wars: The Force Awakens | Рей                                            |
| 2016      | ф   | Охотница с орлом                  | The Eagle Huntress                | текст за кадром, также исполнительный продюсер |
| 2017—2018 | мс  | Звёздные войны: Силы Судьбы       | Star Wars: Forces of Destiny      | Рей                                            |
| 2017      | ф   | Убийство в «Восточном экспрессе»  | Murder on the Orient Express      | Мэри Дебенхем                                  |
| 2017      | ки  | Star Wars: Battlefront II         | Star Wars: Battlefront II         | Рей                                            |
| 2017      | ф   | Звёздные войны: Последние джедаи  | Star Wars: The Last Jedi          | Рей                                            |
| 2018      | ф   | Офелия                            | Ophelia                           | Офелия                                         |
| 2018      | мф  | Кролик Питер                      | Peter Rabbit                      | Коттон Тэйл                                    |
| 2018      | мф  | Флопси Торви                      | Flopsy Turvy                      | Коттон Тэйл                                    |
| 2019      | ф   | Звёздные войны: Скайуокер. Восход | Star Wars: The Rise of Skywalker  | Рей                                            |
| 2021      | ки  | 12 minutes                        | 12 minutes                        | жена                                           |
| 2021      | мф  | Кролик Питер 2                    | Peter Rabbit 2: The Runaway       | Коттон Тэйл                                    |
| 2021      | ф   | Поступь хаоса                     | Chaos Walking                     | Виола Ид                                       |
| 2023      | мф  | Изобретатель                      | The Inventor                      | Маргарита                                      |
| 2023      | ф   | Дочь болотного короля             | Marsh King's Daughter             | Хелена Пеллетье                                |
| 2023      | ф   | Иногда я думаю о смерти           | Sometimes I Think About Dying     | Фрэн                                           |
| 2024      | ф   | Тайна в её глазах                 | Magpie                            | Аннет                                          |
| 2024      | ф   | Девушка и море                    | Young Woman and the Sea           | Гертруда Эдерле                                |
| 2024      | ф   | Мы хороним мёртвых                | We Bury the Dead                  | Ава                                            |
| 2025      | ф   | Клинер                            | Cleaner                           | Джоуи Локк                                     |
| 2025      | ф   | Последний курорт                  | The Last Resort                   | Брук                                           |
|           | ф   | Колма                             | Kolma                             | Тамара Колма                                   |
|           | ф   | Женщина без целей                 | A Woman of No Importance          | Вирджиния Хэлл                                 |

### Прочее
| Год  | Название    | Роль    | Примечания                     |
| ---- | ----------- | ------- | ------------------------------ |
| 2012 | ASOS Africa | Девушка | Рекламный ролик                |
| 2013 | Lights On   | Ким     | Музыкальное видео рэпера Уайли |

## Театральные работы
| Год  | Название       | Роль  | Примечания |
| ---- | -------------- | ----- | ---------- |
| 2010 | The Boy Friend | Нэнси | Мюзикл     |
| 2012 | Dominoes       | Дейзи |            |

## Награды и номинации
За роль Рей в фильме «Звёздные войны: Пробуждение силы» актриса получила сразу 15 номинации на премию MTV Movie Awards 2016, победив в четырёх.
| Год  | Фильм                            | Премия           | Категория            | Результат |
| ---- | -------------------------------- | ---------------- | -------------------- | --------- |
| 2016 | Звёздные войны: Пробуждение силы | Сатурн           | Лучшая киноактриса   | Номинация |
| 2016 | Звёздные войны: Пробуждение силы | MTV Movie Awards | Лучшая женская роль  | Номинация |
| 2016 | Звёздные войны: Пробуждение силы | MTV Movie Awards | Прорыв года          | Победа    |
| 2016 | Звёздные войны: Пробуждение силы | MTV Movie Awards | Лучший герой         | Номинация |
| 2016 | Звёздные войны: Пробуждение силы | MTV Movie Awards | Лучший бой           | Номинация |
| 2016 | Звёздные войны: Пробуждение силы | Империя          | Лучший женский дебют | Номинация |

Примечание — номинация Лучший бой премии MTV Movie Awards 2016 за бой Рей (Дейзи Ридли) против Кайло Рена (Адам Драйвер).